# Homozeugos eylesii
Homozeugos eylesii är en gräsart som beskrevs av Charles Edward Hubbard. Homozeugos eylesii ingår i släktet Homozeugos och familjen gräs. Inga underarter finns listade i Catalogue of Life.